# (52301) Qumran
(52301) Qumran ist ein Asteroid des Hauptgürtels, der von den deutschen Astronomen Freimut Börngen und Lutz D. Schmadel am 9. September 1991 am Observatorium Tautenburg (IAU-Code 033) in Thüringen entdeckt wurde.
Benannt wurde der Asteroid am 1. Mai 2003 nach der archäologischen Fundstätte Qumran, die insbesondere durch Funde der Schriftrollen vom Toten Meer in der ersten von elf Felshöhlen der näheren Umgebung bekannt geworden ist. 2012 wurde Qumran von der Ständigen Delegation Palästinas auf der Tentativliste des UNESCO-Welterbes eingetragen.